# 4007 Euryalos
4007 Euryalos је Јупитеров тројански астероид са средњом удаљеношћу од Сунца која износи 5,162 астрономских јединица (АЈ).
Апсолутна магнитуда астероида је 10,0.